# سانتا کروز (دماغه سبز)
سانتا کروز (پرتغالی: Santa Cruz) یک منطقهٔ مسکونی در دماغه سبز است که در جزایر سوتاونتو واقع شده‌است.

## خواهرخوانده
شهرهای کاندیولو و آویرو خواهرخوانده‌های سانتا کروز هستند.